# دومينيك ويليامسون
دومينيك ويليامسون (15 نوفمبر 1975 في المملكة المتحدة - ) (بالإنجليزية: Dominic Williamson)‏ هو لاعب كريكت بريطاني. لعب مع نادي مقاطعة ليسترشاير للكريكت ‏ ونادي مقاطعة شروبشاير للكريكت ‏.

## وصلات خارجية
- دومينيك ويليامسون على موقع إي آس بي آن كريك إنفو (الإنجليزية)